# Верхня Озеряна
Ве́рхня Озеряна — село в Україні, у Харківському районі Харківської області. Населення становить 239 осіб. До 2020 року орган місцевого самоврядування — Утківська селищна рада. Наразі у складі Мереф'янської міської громади.

## Географія
Село Верхня Озеряна знаходиться на відстані 3,5 км від річок Мжа (лівий берег) і Мерефа (правий берег). На відстані 1 км розташоване село Нижня Озеряна. Село оточене великими лісовими масивами (дуб).

## Історія
Село засноване в 1852 році.
За даними на 1864 рік на хуторі Верхньо-Озерянський Мереф'янської волості Харківського повіту мешкало 112 осіб (62 чоловічої статі та 50 — жіночої), налічувалось 24 дворових господарства.
29 вересня 2009 року село було газофіковане.

## Пам'ятки
- Озерянська ікона Божої Матері - головна святиня і покровителька міста Харкова і всієї Слобожанщини. З'явилася ікона в Озерянській місцевості.  Наразі знаходиться в Покровському монастирі Харкова.